# Stenlunger
Stenlunge er en lungesygdom, der udvikles når lungerne udsættes for stenstøv fra fx asbest, og derved udvikler silikose. Sygdommen er en interstitiel lungesygdom.
Symptomer kan inkludere åndenød, hoste, at man hiver efter vejret og brystsmerter.